# Paracalyptrophora mariae
Paracalyptrophora mariae is een zachte koraalsoort uit de familie Primnoidae. De koraalsoort komt uit het geslacht Paracalyptrophora. Paracalyptrophora mariae werd in 1906 voor het eerst wetenschappelijk beschreven door Versluys. 